# André Boisclair
André Boisclair (ur. 14 kwietnia 1966 w Montrealu) – polityk kanadyjski, od listopada 2005 do listopada 2007 przywódca socjaldemokratycznej i secesjonistycznej Parti Québécois.
W 1989 jako 23-latek został najmłodszym w historii deputowanym do Zgromadzenia Narodowego Quebecu. W latach 1998–2003 sprawował kilka funkcji ministerialnych w rządach Luciena Boucharda (minister ds. obywatelskich i imigracji oraz ds. solidarności społecznej) i Bernarda Landry'ego (minister środowiska). W 2003 stanął na czele parlamentarnej opozycji; w 2004 zrezygnował z mandatu deputowanego oraz funkcji lidera opozycji i wyjechał na studia w dziedzinie administracji rządowej na Harvardzie.
Po rezygnacji Bernarda Landry'ego z kierowania Parti Québécois w czerwcu 2005 stanął do wyborów o fotel szefa partii. W kampanii wyborczej nie przeszkodziło mu przyznanie się do zażywania kokainy w czasie sprawowanie funkcji rządowych oraz ujawnienie własnej orientacji homoseksualnej; został wybrany na szóstego przywódcę Parti Québécois w listopadzie 2005 (siódmego uwzględniając czasowo pełniącą funkcję jego poprzedniczkę, Louise Harel). Jest pierwszym otwarcie przyznającym się do swojej orientacji gejem w całej Ameryce pełniącym funkcję szefa partii mającej reprezentację parlamentarną.